# Vailima
Vailima è un piccolo villaggio montuoso nel distretto di Tuamasaga, a circa 4 km da Apia, la capitale dell'isola di Samoa, nel sud dell'Oceano Pacifico.

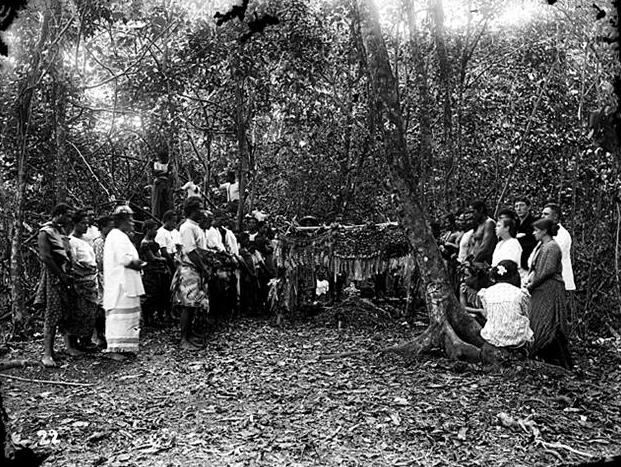
Sepoltura di R. L. Stevenson (foto di Thomas Andrew, 1894)

## Storia
Il nome gli fu dato dallo scrittore scozzese Robert Louis Stevenson che nel 1889 acquistò all'incirca 152 ettari di terra ai piedi del Monte Vaea per costruirvi una casa ("Villa Vailima") dove trascorrere gli ultimi anni della sua vita.
Il significato del nome è «cinque acque», dal momento che lungo la proprietà scorrono diversi ruscelli.
Stevenson è sepolto sul Monte Vaea, che sovrasta Vailima, a circa 30-45 minuti di cammino dalla casa, ora museo a lui dedicato. Un epitaffio, da lui coniato, recita:
Al suo fianco riposa Fanny Van de Grift, che fu sua moglie.